# Ixtapa Challenger
L'Ixtapa Challenger è stato un torneo professionistico di tennis giocato su campi in cemento. Faceva parte dell'ATP Challenger Series. Si giocava annualmente a Ixtapa in Messico.

## Albo d'oro

### Singolare
| Anno       | Campione       | Finalista       | Punteggio     |
| ---------- | -------------- | --------------- | ------------- |
| 1992       | Luis Herrera   | Andrew Sznajder | 6–1, 6–2      |
| 1993- 1996 | Non disputato  | Non disputato   | Non disputato |
| 1997       | Steve Campbell | Tuomas Ketola   | 7–6, 6–1      |

### Doppio
| Anno       | Campioni                   | Finalisti                       | Punteggio            |
| ---------- | -------------------------- | ------------------------------- | -------------------- |
| 1992       | Doppio non disputato       | Doppio non disputato            | Doppio non disputato |
| 1993- 1996 | Non disputato              | Non disputato                   | Non disputato        |
| 1997       | Chris Haggard Maurice Ruah | Bernardo Martínez Rogier Wassen | 6–4, 7–6             |